# Freak Out!
För filmen med samma namn, se Freak Out! (film).
Freak Out! är Frank Zappa & The Mothers of Inventions debutalbum, utgivet 1966. 
Redan på detta album kan man höra Zappas mycket speciella texter och musik. Han blandar R&B, rock och blues med doo wop och avantgardemusik som tillsammans med Zappas texter skapar en sorts fusionsmusik. Freak Out! var ett av de första dubbelalbumen i rockhistorien. I låten "Help, I'm a Rock" parodierar han de båda låtarna "Help!" (The Beatles) och "I Am a Rock" (Simon and Garfunkel) I några av låtarna, bland annat 'Hungry freaks, daddy' kan man höra politiskt och socialt kritiska texter, något som Frank Zappa även fortsatte med i senare tid.

## Låtlista
Sida ett
1. "Hungry Freaks, Daddy" - 3:27
2. "I Ain't Got No Heart" - 2:30
3. "Who Are the Brain Police?" - 3:22
4. "Go Cry on Somebody Else's Shoulder" - 3:31
5. "Motherly Love" - 2:45
6. "How Could I Be Such a Fool?" - 2:12

Sida två
1. "Wowie Zowie" - 2:45
2. "You Didn't Try to Call Me" - 3:17
3. "Any Way the Wind Blows" - 2:52
4. "I'm Not Satisfied" - 2:37
5. "You're Probably Wondering Why I'm Here" - 3:37

Sida tre
1. "Trouble Every Day" - 6:16
2. "Help, I'm a Rock" - 8:37

Sida fyra
1. "The Return of the Son of Monster Magnet" - 12:17